# Ubide
Ubide – gmina w Hiszpanii, w prowincji Biskaja, w Kraju Basków, o powierzchni 2,92 km². W 2011 roku gmina liczyła 184 mieszkańców.